# Maurice Androsch

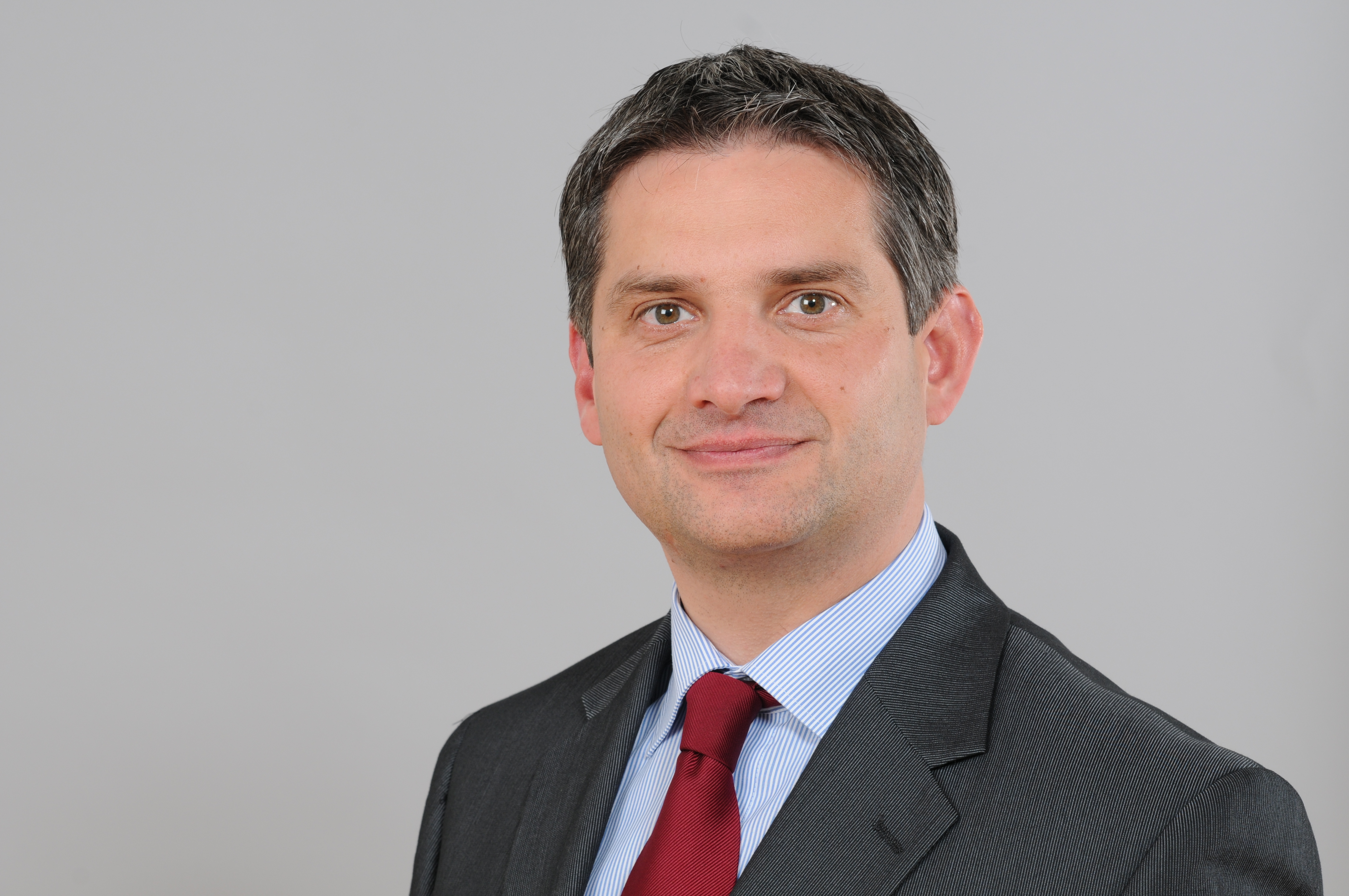
Maurice Androsch (2013)

Maurice Androsch (* 25. April 1970 in Wien) ist ein österreichischer Politiker (SPÖ) und Polizeibeamter.
Von 2013 bis 2017 war er Landesrat für Mindestsicherung, Tierschutz und Schuldnerberatung in Niederösterreich und von 2004 bis 2013 Bürgermeister der Stadtgemeinde Groß-Siegharts. Vom 9. November 2017 bis zum 22. Oktober 2019 war er Abgeordneter zum österreichischen Nationalrat.

## Ausbildung und Beruf
Androsch besuchte von 1976 bis 1980 die Volksschule und absolvierte danach von 1980 bis 1984 eine Allgemeinbildende höhere Schule. Er wechselte im Jahr 1984 an die Höhere technische Lehranstalt für Forstwirtschaft, die er 1990 abschloss.
Von 1990 bis 1991 leistete er seinen Präsenzdienst ab und arbeitete danach von 1991 bis 1993 im Forstdienst, wobei er 1994 die Staatsprüfung für den Försterdienst ablegte. Dennoch wechselte Androsch den Beruf und trat 1994 in den Dienst der Gendarmerie (Polizei). Er besuchte dabei von 1994 bis 1995 die Polizeischule.
Seit Oktober 2020 ist er Bezirksstellenleiter der ÖGK in Horn.

## Politik und Funktionen
Seine politischen Schwerpunkte liegen nach eigenen Angaben in den Bereichen Europa und Grenzregionen.

Bezirkspolitik in Waidhofen/Thaya
Androsch wurde 2002 Mitglied des Gemeinderates der Stadtgemeinde Groß-Siegharts und übernahm von 2004 bis 2013 das Amt des Bürgermeisters. Er ist innerparteilich seit 2005 SPÖ-Bezirksvorsitzender des Gemeindevertreterverbandes für den Bezirk Waidhofen an der Thaya und wurde 2012 zum dortigen Bezirksvorsitzenden der SPÖ gewählt. Er folgte damit ab dem 5. Juli 2012 seinem Vorgänger Karl Boden nach.

Landespolitik in Niederösterreich
Von April 2014 bis September 2017 war Androsch Landesrat für Mindestsicherung, Tierschutz und Schuldnerberatung in der Niederösterreichischen Landesregierung. Als Landesrat in der Landesregierung Mikl-Leitner I folgte ihm Franz Schnabl nach.
Androsch kandidierte bei der Nationalratswahl 2017 für die SPÖ auf dem 2. Platz der Landesliste Niederösterreich, erreichte ein Mandat und wurde am 9. November 2017 im Nationalrat angelobt. Nach der Nationalratswahl 2019 schied er aus dem Nationalrat aus.

Funktionen auf Vereinsebene
Androsch wurde im Jänner 2012 zum Obmann des Volksheims Groß-Siegharts gewählt und ist seit Mai 2012 Obmann-Stellvertreter im Verein Kooperation & Bildung (Koob), der die Unterstützung regionaler Kooperationen und Bildungsmaßnahmen verfolgt. Er ist des Weiteren seit 2009 Obmann von Telebüro Groß-Siegharts und seit 2007 Kassier von Interkomm Waldviertel - einem Verein zur Förderung kommunaler Zusammenarbeit. Vom Juli 2005 bis März 2006 fungierte er als Stellvertreter des Aufsichtsratsvorsitzenden der Sparkasse der Stadt Groß-Siegharts AG. Er ist zudem der Obmann der Vereine Forum lebendige Textilgeschichte und Handwerkstad(t)t sowie Obmann-Stellvertreter von Zukunftsraum Thayaland. Außerdem wirkt er als Schriftführer der Energieagentur der Regionen (RENA) und ist in der EUROPA Plattform - PRO Waldviertel aktiv.

## Privates
Androsch ist verheiratet und Vater von drei Kindern.